# Marlies Rostock
Marlies Rostock, född 20 april 1960, är en före detta längdskidåkare som tävlade för det tidigare Östtyskland under 1970- och 80-talen. Hon ingick i det östtyska stafettlag som vid olympiska vinterspelen vann guld i Lake Placid 1980 och silver vid VM i Lahtis 1978.